# زيت التانج
زيت التانج أو زيت الخشب الصيني هو زيت يستخرج من لب بذرة شجرة التانج التي كانت تنمو في شرقي آسيا وبشكل أكثر في الصين ويسمى زيت التانج أيضا زيت الخشب الصيني أو زيت الخشب الياباني أو زيت الخشب. يعد زيت التانج واحدا من أقوى عوامل التجفيف فهو يقاوم الحموض، والقلويات والكحول. ويستخدم بكثرة في الطلاء، والورنيش وحبر الطباعة. ويساعد الطلاء الذي يحتوي على زيت التانج على إغلاق الأسطح الموجودة تحت الماء، مثل أحواض السباحة، والسدود، ودعامات الجسور والقوارب. ويساعد الورنيش المصنوع من زيت التانج على عزل الأسلاك والأسطح المعدنية.كما يستخدم زيت التانج في جعل الورق والنسيج مضادا للماء ويستخدم أيضا صاقلا للخشب. ونسبة لتكاليفه المرتفعة يتم استبدال زيت التانج بمادة الراتينج الصمغية أو تركيبات صناعية أخرى.